# Aliseda
Aliseda é um município da Espanha na comarca de Cáceres, província de Cáceres, comunidade autónoma da Estremadura. Tem 81 km² de área e em 2021 tinha 1 751 habitantes (densidade: 21,6 hab./km²).Faz parte da Mancomunidade de Tejo-Salor.

## Demografia
| Variação demográfica do município entre 1991 e 2004 | Variação demográfica do município entre 1991 e 2004 | Variação demográfica do município entre 1991 e 2004 | Variação demográfica do município entre 1991 e 2004 |
| --------------------------------------------------- | --------------------------------------------------- | --------------------------------------------------- | --------------------------------------------------- |
| 1991                                                | 1996                                                | 2001                                                | 2004                                                |
| 2476                                                | 2414                                                | 2221                                                | 1963                                                |